# Lâm Hợp
Lâm Hợp là một xã thuộc huyện Kỳ Anh, tỉnh Hà Tĩnh, Việt Nam.
Tên của xã được ghép từ tên của hai xã cũ là Kỳ Lâm và Kỳ Hợp.

## Địa lý
Xã Lâm Hợp nằm ở phía nam huyện Kỳ Anh, có vị trí địa lý:
- Phía đông giáp thị xã Kỳ Anh và xã Kỳ Tân
- Phía tây giáp xã Kỳ Tây và xã Kỳ Thượng
- Phía nam giáp xã Kỳ Lạc và xã Kỳ Sơn
- Phía bắc giáp xã Kỳ Tây và xã Kỳ Văn.

Xã Lâm Hợp có diện tích 61,65 km², dân số năm 2018 là 7.207 người, mật độ dân số đạt 117 người/km².
Sông Rào Trổ là ranh giới tự nhiên của hai xã Lâm Hợp và Kỳ Sơn. Tỉnh lộ 22 chạy qua địa bàn xã.

## Lịch sử
Địa bàn xã Lâm Hợp hiện nay trước đây vốn là hai xã Kỳ Lâm và Kỳ Hợp thuộc huyện Kỳ Anh.
Năm 1977, xã Kỳ Lâm sáp nhập với xã Kỳ Sơn thành xã Vọng Sơn.
Năm 1980, xã Vọng Sơn lại được chia thành hai xã Kỳ Lâm và Kỳ Sơn. Xã Kỳ Lâm sau khi tái lập gồm có các xóm Minh Châu, Hà Thành, Mỹ Thành.
Xã Kỳ Hợp được thành lập vào ngày 8 tháng 9 năm 1986 trên cơ sở 230 ha diện tích tự nhiên với 308 người của xã Kỳ Tân, 1.566 ha diện tích tự nhiên với 580 người của xã Kỳ Lâm và 1.379 ha diện tích tự nhiên với 399 người của xã Kỳ Tây.
Khi mới thành lập, xã Kỳ Hợp có tổng diện tích tự nhiên 3.175 ha với 1.287 người.
Trước khi sáp nhập, xã Kỳ Lâm có diện tích 36,32 km², dân số là 4.905 người, mật độ dân số đạt 135 người/km². Xã Kỳ Hợp có diện tích 25,33 km², dân số là 2.302 người, mật độ dân số đạt 91 người/km².
Ngày 21 tháng 11 năm 2019, Ủy ban Thường vụ Quốc hội ban hành Nghị quyết số 819/NQ-UBTVQH14 về việc sắp xếp các đơn vị hành chính cấp xã thuộc tỉnh Hà Tĩnh (nghị quyết có hiệu lực từ ngày 1 tháng 1 năm 2020). Theo đó, sáp nhập toàn bộ diện tích và dân số của hai xã Kỳ Lâm và Kỳ Hợp thành xã Lâm Hợp.